# エリック・ストルターマン
エリック・ストルターマン・ベリクヴィスト（Erik Stolterman Bergqvist）はスウェーデン出身でアメリカ合衆国の情報学者。インディアナ大学情報学・コンピューティング学・工学系研究科情報学教授、上級副学部長。

## 人物
2004年、当時スウェーデンのウメオ大学の教授であったストルターマンは、論文"Information Technology and the Good Life"の中で世界で最初にデジタルトランスフォーメーションの概念を示したことから、デジタルトランスフォーメーションの提唱者として知られる。
研究分野は、HCI（ハイパーコンヴァージド・インフラストラクチャ）、インタラクションデザイン、デザインプラクティス、哲学、デザイン理論など。
近年はDXを実践する重要スキルとしてのデザイン思考の研究を通じて、人間本位のデジタル技術の活用アプローチについての研究を続けている。
2021年9月、株式会社デジタルトランスフォーメーション研究所のExecutive Advisorに就任した。

## エリック・ストルターマンによるDXの定義（2004年）
デジタルトランスフォーメーションは"Information Technology and the Good Life"において、”the changes that digital technology caused or influences in all aspects of human life”と定義されている。
ストルターマンはデジタルトランスフォーメーションを従来の情報システム（IS）の延長ではなく、我々の生活における美的体験（aethtetic experience）を向上させ、継続的に変容させるものとして、それを研究領域とすることの必要性を提唱した。
現在日本では、社会のDX、産業のDX、行政のDXなど、様々なDXに関する取り組みが進んでいるのに対し、世界最初のこの定義は、社会全体のDXについて述べたものである。

## エリック・ストルターマンによるDXの定義（2022年）
2022年2月、エリック・ストルターマンは、社会、公共、民間の3つの観点で、デジタルトランスフォーメーションの定義を以下のように再提示した。

### 社会のDX
デジタルトランスフォーメーション（DX）は、人々の生活のあらゆる側面に影響を及ぼす。DXは単なる技術的な発展ではなく、社会を構成する私たちが、リアル空間とデジタル空間が融合し高度に複雑で変化する世界にどのように関わり、接するかに影響を与える広く深い変化である。DXはよりスマートな社会と、一人ひとりが健康で文化的なより良い生活を送れるサステナブルな未来の実現をもたらしうる。

### 公共のDX
デジタルトランスフォーメーション（DX）は、あらゆる組織や分野でスマートな行政サービスを展開し、革新的な価値創造を支援することができるものである。また、DXは住民をより安全・安心にし、快適で持続可能な社会へと導くことができるソリューションを生み出すことで、住民の幸せや豊かさ、情熱を実現し、地域やエリアの価値を向上させることを可能にする。DXは既存の仕組みや手続きへの挑戦、より住民本位の革新的な解決策を協働で考えることを促す。DXを推進するためには、組織のあり方や文化を革新的、アジャイル、協調的に変革することが必要である。DXは、トップマネジメントが主導して行うものでありながら、全てのステークホルダーが変革に参加することを求められる。

### 民間のDX
デジタルトランスフォーメーション（DX）は、企業がビジネスの目標やビジョンの達成にむけて、その価値、製品、サービスの提供の仕組を変革することである。DXは顧客により高い価値を提供することを通じて、企業全体の価値を向上させることも可能にする。DXは戦略、組織行動、組織構造、組織文化、教育、ガバナンス、手順など、組織のあらゆる要素を変革し、デジタル技術の活用に基づく最適なエコシステムを構築することが必要である。DXは、トップマネジメントが主導し、リードしながら、全従業員が変革に参加することが必要である。

## 参照
1. ↑  インディアナ大学
2. 1 2  “Information Technology and Good Life 原文”. 2021年12月25日閲覧。
3. ↑  “株式会社デジタルトランスフォーメーション研究所”. 2021年12月25日閲覧。
4. ↑  “株式会社デジタルトランスフォーメーション研究所 2021年9月28日プレスリリース”. 2021年12月25日閲覧。
5. 1 2 3 4  “株式会社デジタルトランスフォーメーション研究所 エリックストルターマンによるDX定義の改定”. 2022年2月10日閲覧。